# Allan Evans
Allan James Evans (n. Dunfermline, Escocia, 12 de octubre de 1956) es un exfutbolista y entrenador de fútbol escocés que jugaba de defensa y militó en diversos clubes de Escocia e Inglaterra.

## Selección nacional
Con la Selección de fútbol de Escocia, disputó 4 partidos internacionales y no anotó goles. Incluso participó con la selección escocesa, en una sola edición de la Copa Mundial. La única participación de Evans en un mundial, fue en España 1982. donde su selección quedó eliminado, en la primera fase de la cita de España.

### Participaciones en Copas del Mundo
| Mundial                        | Sede   | Resultado    |
| ------------------------------ | ------ | ------------ |
| Copa Mundial de Fútbol de 1982 | España | Primera Fase |

## Clubes
| Club           | País       | Año       |
| -------------- | ---------- | --------- |
| Dunfermline    | Escocia    | 1973-1977 |
| Aston Villa    | Inglaterra | 1977-1989 |
| Leicester City | Inglaterra | 1989-1990 |
| Darlington     | Escocia    | 1990-1991 |